# Ulrich Beck
Ulrich Beck, nemški sociolog, * 15. maj 1944, Stolp, Nemčija, † 1. januar 2015, München, Nemčija. 
Velja za enega pomembnejših in najbolj citiranih sociologov. V svojih delih se je osredotočil na »nenadzarovanost«, »ignoranco« in »negotovost« v modernem času in moderni družbi. Med drugim je iznašel pojme kot so: »družba tveganja«, »druga moderna« ali »refleksivna modernost«. Želel je tudi spremeniti nacionalni pogled, ki je prevladoval v sociološki raziskavi s svetovljanstvom in je priznavala medsebojno povezanost modernega sveta. Bil je profesor na Univerzi v Münchnu in imel predavanja na Fondation Maison des Sciences de l’Homme (FMSH) in na London School of Economics (LSE).

## Življenje
Rodil se je v nemškem mestu Stolp (sedanja Poljska, regija Pomeranija) v vojnem letu 1944, odrastel pa je v mestu Hannover. Svoj študij je začel na Univerzi v Freiburgu, kjer je najprej študiral pravo, od leta 1966 naprej pa je študiral sociologijo, filozofijo, psihologijo in politične vede. Leta 1972, po tem, ko je doktoriral, se je zaposlil v Münchnu kot sociolog. Leta 1979 se je kvalificiral kot univerzitetni predavatelj s tezo o poseljevanju in dobil zaposlitev kot profesor na Univerzi v Münstru (1979-1981) in na Univerzi v Bambergu (1981-1992). Od leta 1992 do svoje smrti je bil Beck profesor in direktor Inštituta za sociologijo v Münchnu. Prejel je več mednarodnih nagrad in zaslug, vključno z izvolitvijo v svet za nemško družbo in sociologijo.
Od 1995 do 1997 je bil član Odbora za razvoj Bavarske in Saške. V začetku leta 1999 je bil soudeležen pri projektu Nemške raziskovalne fundacije (DFG) raziskovalnega programa na temo refleksivne modernizacije, ki je izzivala splošno uveljavljeno tezo o obdobju postmoderne.
Z razvijanjem svojega koncepta modernizacije (razvita moderna namesto postmoderna) se je ukvajal še v letizh od 1999 do 2009, ko je na to temo povezoval projekt štirih univerz na območju Münchna. Beckova teorija o interdisciplinarni refleksivni modernizaciji je bila na podlagi veliko različnih tem tudi empirično preizkušena. Teorija o refleksivni modernizaciji temelji na ideji, da rast moderne industrijske dobe proizvaja stranske učinke za celoten svet, ki jih institucije in nacije preoblikujejo, odprejo in se sprašujejo o političnih odločitvah pri soočanju s kriznimi situacijami.
Bil je aktiven kot sociolog in javni intelektualec v Nemčiji, kot tudi po svetu. Redno se je udeleževal javnih debat na temo Evropske Unije, podnebnih sprememb in jedrske energije. Leto in pol pred smrtjo je bil član mednarodne raziskovalne skupine, ki je delala na nekajletnem projektu  »Metodološko svetovljanstvo - v laboratoriju klimatskih sprememb«, pri katerem je bil Beck glavni raziskovalec. Za ta projekt je dobil prestižno ERC subvencijo, ki se izteče leta 2018. Beck je skupaj s sociologoma Davidom Tyfieldom in Andersom Blokom vodil in nadzaroval delo v tej skupini, ki dela ta projekt. Projekt je tudi stimuliral mednarodno sodelovanje z različnimi malimi raziskovalnimi centri po vsem svetu, predvsem po v vzhodni Aziji. V sodelovanju z EARN, Beck je skupaj z južnokorejskim sociologom Sang-Jin Han vodil dvoletni projekt seulske mestne vlade. 
Zunaj sociologije je bil povezan še z delovanjem v Münchenskem judovskem centru in kot član nemške podružnice PEN International.
Poročen je bil z nemško znanstvenico za socialne vede Elisabeth Beck-Gernsheim. Umrl je zaradi srčnega infarkta 1. januarja 2015, v starosti 70 let.

## Raziskave
V njegovi četrtstoletni letni karieri je sociolog Ulrich Beck pri opisu in vrednotenju dinamike družbene stvarnosti osredotočil predvsem na naslednje vprašanje:
Kako naj se intelektualci in družba spopada s tveganji, ki vodijo v radikalne družbene spremembe?
Po njegovem mora sociologija uspešno odgovoriti na probleme uničevanje okolja, finančne krize, segrevanja ozračja, krizo demokracije in nacionalne države, terorizem, razvrednotenje dela, problem individualne (ne)odgovornosti, itd., ki prispevajo, da živimo v nestabilni družbi tveganja. Pozicija lastne kulture je pri tem kvečjemu v oviro, saj se posamezniki socializiramo v stanju, ki ga smatramo za povsem normalnega, čeprav je celostno gledano samo po sebi krizno.
Jedro njegove sociologije zato predstavljajo raziskave povezane z modernizacijo, reševanjem ekoloških problemov ter globalizacijo. Med študijem pa je tudi začel raziskovati vprašanje, kako spremenjeni delovni pogoji v svetu globalnega kapitalizma zanikajo vpliv zvez na proces dela. Iz tega je potem razvil povsem novo teorijo v kozmopolitanskem konceptu, ki jo je kasneje tudi predstavil v eni izmed svojih knjig - Risk society.
Koncept družba tveganja (Risk society) je združeno delo Becka in britanskega sociologa Anthonya Giddensa v 80-ih letih dvajsetega stoletja. Oba sta se osredotočila na problem razkroja tradicionalniih industrijskih razredov moderne družbe in s tem povezanih posledic. Svojo teorijo sta potrdila z dejstvom, da globalizacija predstavlja veliko tveganje za ljudi vseh razredov, ne samo najnižjih. Kot nevarnost sta predstavila zelo radikalne ideje nevarnosti kot so npr. radioaktivnost, onesnaževanje ali pa tudi brezposelnost. Prav tako sta poudarila, da si lahko nekateri privoščijo eliminacijo nekaterih tveganj, ne pa tudi vseh, kot je na primer globalno segrevanje. Iz dela je bilo moč razbrati poudarek na tem, da se nekatera tveganja potencirajo v družbi oz. je družba celo vzrok za le-teh. Zaključimo lahko tako, da nekatera tveganje predstavljajo večjo in nekatera manjšo grožnjo bodisi zaradi svojih značilnosti ali pa s kategoriziranjem in razglabljanjem v medijih (primer terorizem) . Kot rezultat/posledico sta navedla analizo, ki sčasoma pripelje v predsodke in drugačne družbene probleme.

## Skupina Spinelli
15. septembra 2010 je Beck podprl Spinelli skupino, ki ima pobudo oživiti federalizem v Evropski uniji. Spinelli skupina je to idejo promovirala, skupaj z mladinsko Spinelli skupino, že 60 let. Drugi znani člani so še: Jacques Delors, Daniel Cohn-Bendit, Guy Verhofstadt, Andrew Duff in Elmar Brok.

## Nagrade
•	1996 nagrada mesta München za delo na kulturnem področju;
•	1999 nagrada centra za raziskovanje podnebnih sprememb CICERO;
•	1999 nagrada Nemško-britanskega foruma (skupaj z Anthonyjem Giddensom);
•	2004 nagrada Nemškega sociološkega društva DGS za izjemne dosežke na področju sociologije;
•	2005 Schaderjeva nagrada, letna nagrada za delo na področju družbenih znanosti;
•	2014 nagrada za življenjsko delo Mednazodnega združenja za sociologijo  ISA

## Dela
•	Objektivnost in moralnost (1974); Objectivity and normativity. The theory-practice debate in modern German and American sociology. Reinbek, Rowohlt.

•	Dom: cosiologija dela in zaposlovanja (1980). Soavtorstvo z Michaelom Braterjem and Hansom Jürgenom; Home: sociology of work and occupations. Basics, problem areas, research results, Rowohlt paperback Verlag GmbH, Reinbek.

•	Družba tveganja (1986); Risikogesellschaft – Auf dem Weg in eine andere Moderne (Risk Society)

•	Protidarila: organizirana neodgovornost (1988); Gegengifte : die organisierte Unverantwortlichkeit. Frankfurt am Main: Suhrkamp.

•       Popolnoma normalni kaos ljubezni (1995). Skupaj z Elizabeth Beck-Gernsheim;  The Normal Chaos of Love. Cambridge: Polity Press.

•	Kaj je globalizacija? (1997) Was ist Globalisierung?

•       Demokracija brez sovražnikov (1998) Democracy without Enemies. Cambridge: Polity Press.

•       Krasni novi svet dela (2000). The Brave New World of Work. Cambridge: Cambridge University Press.

•       Individualizacija: institucionalni individualizem, družbene in politične posledice (2002), Skupaj z Elizabeth Beck-Gernsheim; Individualization: Institutionalized Individualism and its Social and Political Consequences. London: Sage.
•       Družbena moč v globalni dobi (2005); Power in the Global Age. Cambridge: Polity Press.

•	Kozmopolitanska vizija (2006) Cosmopolitan Vision. Cambridge: Polity Press.

•       Nemška Evropa (2012) Das deutsche Europa, Berlin
 